# Rosa majalis
La rosa de maig, o rosa canyella (Rosa majalis), és una espècie de rosa, classificada en les Cinnamomeae, originària de les regions muntanyoses temperades del centre i l'est d'Europa i Àsia (Rússia fins a Sibèria).
Aquest roser es conrea d'ençà del principi del S. XVII als jardins europeus sense però haver conegut una gran difusió.
N'hi ha quatre varietats :
- Rosa majalis var. canescens Lindl.
- Rosa majalis var. foecundissima (Münchh.) Hyl.
- Rosa majalis var. globosa (Desv.) PVHeath
- Rosa majalis var. rubrifolia (Thory) Wallr.

## Sinònims
- Rosa cinnamomea auct. No.
- Rosa foecundissima Münchh.

Aquest roser també es coneix com rosa del Santíssim Sagrament, rosa de Pasqua o rosa de l'amor.

## Descripció
Aquesta rosa és un arbust xuclador de fulles caducifolis i tiges primes espinoses, formant un arbust estret d'uns 1,5 a 2 metres d'alçada, amb fulles de 5 a 7 folíols amb dentadures simples.
Floreix molt aviat en un clima moderat, les flors, simples, d'uns 5 cm de diàmetre, apareixen a partir dels darrers dies de maig amb flors individuals de 5 cm d'alt.

## Cultiu i ús
Rosa majalis es coneix en conrea d'ençà del 1569.
- Rosa majalis 'Flore Simplici' o rosa canyella, amb flors carmí, s, i olorimples, i olor de canyella.
- Rosa majalis de color rosa fosc, que va ser la primera rosa de flors dobles conreada a Europa .
- La forma 'Plena' de Rosa majalis és la que més es conrea als jardins.